# درع المجتمع الإنجليزي 2020
درع الاتحاد الإنجليزي 2020 هي النسخة الثامنة والتسعين من درع الاتحاد الإنجليزي وهي مباراة كرة قدم سنوية اقيمت بين الفائز بالدوري الإنجليزي الممتاز، ليفربول، والفائز بكأس الاتحاد الإنجليزي، أرسنال، في الموسم المنصرم.
وفاز بها الأخير من خلال ركلات الترجيح بعد أن انتهى الوقت الرسمي بنتيجة هدفٍ لمثله. وقد كانت هذه رابع مرة يلتقي فيها الناديان في بطولة درع الاتحاد: فاز ليفربول عامي 1979 و1989 بينما فاز أرسنال عام 2002.
كان حامل اللقب مانشستر سيتي الفائز بدرع الاتحاد الإنجليزي 2019، إلا أنه لم يتأهل إلى هذه النسخة بعد أن فشل في الفوز بأيٍّ من الدوري الإنجليزي الممتاز وكأس الاتحاد.

## المباراة

### التفاصيل
| أرسنال                                                     | 1–1   | ليفربول                                      |
| ---------------------------------------------------------- | ----- | -------------------------------------------- |
| أوباميانغ 12'                                              | تقرير | مينامينو 73'                                 |
| ركلات الترجيح                                              |       |                                              |
| - نيلسون - مايتلاند نيلز - سيدريك - دافيد لويز - أوباميانغ | 5–4   | - صلاح - فابينيو - بريوستر - مينامينو - جونز |

| أرسنال | ليفربول |